# Şerafeddin Sabuncuoğlu
Şerafeddin Sabuncuoğlu, osm. شرف الدّین صابونجی اوغلی (ur. 1385, zm. 1468) – średniowieczny lekarz i chirurg, kaligraf i artysta rysownik, autor podręcznika chirurgii Cerrahiye-i Ilhaniye. 
Urodził się w 1385 roku w Amasya w środkowej Anatolii. Przez czternaście lat praktykował w szpitalu w tym mieście. Şerafeddin Sabuncuoğlu był autorem Cerrahiye-i Ilhaniye, jednego z najstarszych dzieł poświęconych chirurgii, które napisał w języku tureckim w 1465 roku. Współcześnie badania nad pracami Sabuncuoğlu ujawniły, że książka zawierała nie tylko miniatury chirurgicznych zabiegów wykonywanych u dzieci (również przez kobiety-chirurgów), ale też wiele istotnych i odkrywczych spostrzeżeń jego autorstwa. Dzieło czerpie z wiedzy chirurgicznej Greków, Rzymian, Arabów i Turków. Innowacje dotyczyły tak różnych zagadnień, jak znieczulenie do zabiegu, chirurgia narządów klatki piersiowej, chirurgia plastyczna, stomatolologia, chirurgia mózgu i rdzenia kręgowego, położnictwo, urologia, chirurgia naczyń żylnych, okulistyka, chirurgia guzów nowotworowych.
W 1983 roku, podczas spotkania Greckiego Towarzystwa Chirurgów Dziecięcych w Chios, przedstawiono pracę w której dowodzono, że Cerrahiye-i Ilhaniye (Cerrahiyyetü’l-Haniyye, Cesarska chirurgia) jest tłumaczeniem z arabskiego podręcznika Abulcasisa, a jedynym wkładem Şerafeddina Sabuncuoğlu były miniatury przedstawiające sposób wykonania poszczególnych zabiegów. Niedawne badania porównawcze wykazały jednak, że Sabuncuoglu przedstawił szereg istotnych ulepszeń metod stosowanych w medycynie arabskiej i greckiej. 
Do dziś zachowały się trzy egzemplarze książki Sabuncuoğlu; dwa z nich znajdują się w Stambule, w Stambulskiej Bibliotece Narodowej i w bibliotece Wydziału Historii Medycyny Uniwersytetu Stambulskiego, trzeci w paryskiej Bibliothèque nationale. Cerrahiye-i Ilhaniye składa się z 412 stron, czterech głównych części omawiających w 191 sekcjach: 
- techniki przyżegania
- chirurgię ogólną z uwzględnieniem chirurgii dziecięcej i plastycznej
- ortopedię
- farmakologię[16].

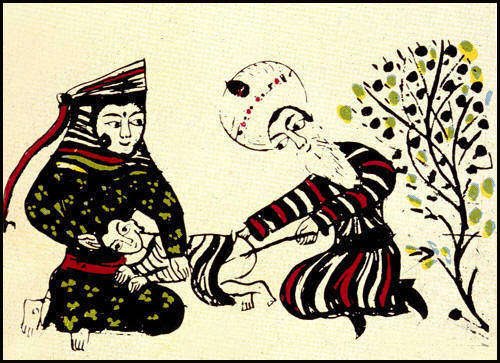
Miniatura z podręcznika Sabuncuoğlu przedstawiająca zabieg utworzenia sztucznego odbytu u dziecka z atrezją odbytu

Porównanie dzieł Abu al-Kasima az-Zahrawiego i Şerafeddina Sabuncuoğlu wykazało, że ten drugi wniósł szereg istotnych innowacji do metod opisanych przez az-Zahrawiego. Dotyczyły one:

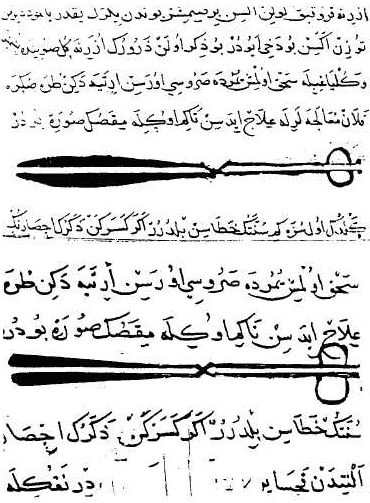
Rycina przedstawiająca zalecane przez Şerafeddina Sabuncuoğlu narzędzia do obrzezania

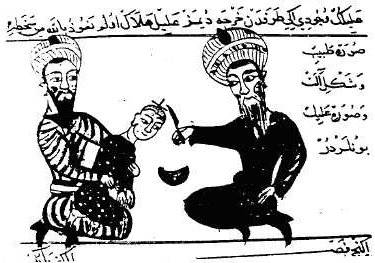
Miniatura ilustrująca opis zabiegu leczenia wodogłowia

- zmienionych narzędzi chirurgicznych stosowanych w leczeniu wodogłowia (Rozdział 2., "O leczeniu wodogłowia"); skalpel użyty do cięcia był szerszy i miał ostry spiczasty koniec, podobnie jak az-Zahrawi Şerafeddin wykonywał cięcie w kształcie odwróconego T;
- zmienionej techniki kauteryzacji zbyt krótkiego wędzidełka języka (Rozdział 34., "O przecięciu więzadła poniżej języka, które jest przeszkodą dla mowy"). Sabuncuoğlu używał w tym celu specjalnego narzędzia, określanego jako adesi daglagu, ponadto zalecał długotrwałe drenowanie rany pooperacyjnej w celu zapobieżenia wytworzenia krwiaka i zakażenia;
- udoskonalonej metody chirurgicznego leczenia wrodzonego zwężenia cewki moczowej u chłopców (Rozdział 55., "O leczeniu chłopców urodzonych z niedrożnym otworem moczowym lub otworem zbyt małym lub w niewłaściwym miejscu"). Chirurg używał prostego skalpela określonego jako mibza, który różnił się od stosowanego przez az-Zahrawiego. Şerafeddin Sabuncuoğlu używał cynowej sondy z otwartym światłem. W tym samym rozdziale opisano szczegółowo klasyfikację spodziectwa;
- ulepszonej metody obrzezania (Rozdział 57., "O obrzezaniu u chłopców i naprawie jego błędnego wykonania"). Sabuncuoğlu preferował odcięcie napletka przez wykonanie jednego cięcia, narzędzia przy tym stosowane określane są dziś jako lepsze niż te, które opisał az-Zahrawie[16]. Przedstawiono różne metody naprawy zabiegu obrzezania, nieprawidłowo wykonanego przez niewykwalifikowanych do tego ludzi;
- szerokiego opisania obojnactwa (Rozdział 70., "O leczeniu obojnactwa")
- leczenia zrostów warg sromowych (Rozdział 72., "O leczeniu niewykształconego kobiecego sromu"). Sabuncuoğlu uzyskiwał efekt leczniczy przez ręczne rozdzielenie zrostów; by nie skrzywdzić dziecka, nakładał na kciuki specjalną gazę, zalecał też stosowanie natłuszczonych tamponów dopochwowych w celu zapobieżenia nawrotom zrostów.
- leczenia wad wrodzonych palców: palców nadliczbowych i syndaktylii (Rozdział 89., "O leczeniu zbytecznego palca i rozdzieleniu zrośniętych palców"). Sabuncuoğlu na określenie zabiegów używał terminów, odpowiednio, yarligan i yincilmek a na określenie wad artuk parmak i bitevi parmak. Chirurg stosował specjalną technikę skręcenia palca nadliczbowego w celu amputacji i zalecał stosowanie gazy nasączonej olejkiem różanym między rozdzielone chirurgicznie palce w celu prewencji powstania pooperacyjnych zrostów. Używał też specjalnych drewnianych łubków po dłoniowej stronie ręki dla unieruchomienia kończyny i przyspieszenia procesu gojenia.
- leczenia przepukliny (Rozdział 65., "O leczeniu przepukliny jelitowej"). W rozdziale tym zawarto spostrzeżenie, że przepukliny mogą być obustronne. Przedstawiono szczegółowy opis etiologii, klasyfikację, i typy kliniczne przepuklin. Opisano technikę specjalnego drenażu przepukliny mosznowej i technikę kauteryzacji cięcia w miejscu założenia drenu.
- atrezji odbytu (Rozdział 79., "Zarośnięty odbyt"). W wysokiej atrezji odbytu i odbytnicy Sabuncuoğlu akcentował znaczenie przeprowadzenia zabiegu przez doświadczonego chirurga, a nie przez położną, by uniknąć komplikacji związanych z mięśniem dźwigaczem odbytu. Przed Sabuncuoğlu tę malformację opisywali az-Zahrawi i Paweł z Eginy.